# Maqam
Un Maqam (stazione) è una stazione spirituale o livello di sviluppo, distinto dall'Hāl, o stato di conoscenza. È visto come il prodotto dello sforzo del mistico per trasformare se stesso, mentre l'hal è un dono. Il termine Maqam significa anche scala.
Questi sono i fondamenti più elevati della walaya: le distinzioni morali e i gradi spirituali accordati agli uomini della Via. Questi costituiscono l'elemento stabilizzante di un'esperienza liberante. Secondo Ibn 'Arabi, al-yaqîn (certezza) è l'apice del maqamaat.